# Картаген
 Тази статия е за града в Тунис.  За района вижте Картаген (район).  
Картаген (на арабски: قرطاج – Картаж) е тунизийски град в столичната област Тунис. Наследник на историческите пунически Картаген и римски Картаген. Има население от 24 216 жители според преброяването от 2014 г.

## История

### Основаване
Руините на античния Картаген се намират в непосредствена близост до днешен Тунис, а край тях е разположен съвременният дворец на президента на Тунис.
Според легендарната версия Картаген е основан през 825/814 г. пр.н.е. от финикийски заселници от Тир. Името му идва от финикийското „карт хадаш“, което означава „нов град“.
Според друга легенда градът е основан от митичната царица Дидона (на латински: Dido), дъщеря на финикийския цар на Тир и вдовица на жреца на Херкулес-Акерба/с/. Акерба или Сихей бил убит от брат ѝ Пигмалион, който искал да наследи цялото богатство на фамилията. След смъртта на съпруга си, царицата бяга към Магреб в Северна Африка с много съкровища и спътници. Там тя купува от берберския цар Ярба парче земя за заселване, сключвайки сделка според условията на която получава право на толкова земя, колкото заеме една волска кожа. Съобразителната Дидона нарязва кожата на тънки ивици и така огражда достатъчно голяма територия за заселването на финикийско-кипърските колониалисти които води със себе си.

### Разцвет
Градът бързо набира власт и състояние благодарение на преуспяващата презморска търговия, която провежда. Картаген постепенно прераства и се налага като първа политическа и икономическа сила всред финикийските поселения в западната част на Средиземно море. След основаването на първата му собствена колония Ебес, започва да провежда по обективни причини самостоятелна политика. Това го превръща първоначално в главен съперник на Сиракуза, а впоследствие и в основен конкурент на Римската република в тази част на света.
В последвалия сблъсък между двете цивилизации, преминал през 3 пунически войни, през 146 г. пр.н.е. градът е опожарен и разрушен до основи, а неговите жители продадени в робство. След това градът е наново издигнат на територията в съседство с Пунически Картаген, но вече като Римски Картеген и по римски градоустройствен образец. Картаген е и първата римска колония извън Италийския полуостров. Постепенно предходната му слава се възвръща, а римския град става четвъртият по значение в Римската империя след Александрия и Антиохия, превръщайки се в столица и на първата извъневропейска римска провинция – Африка.
По време на Великото преселение на народите през 5 век за кратко е столица на Вандалското кралство. През 533 година, по времето на император Юстиниан I, византийската армия предвождана от знаменития пълководец Велизарий възвръща града за империята, включвайки го наново във византийската сфера на влияние. В самия край на 7 век при арабската експанзия в Северна Африка, градът е превзет и превърнат в руини, за сметка на въздигането на Кайруан. През цялото средновековие, славният някога като пръв противник на Древен Рим – античен Картаген, е в руини.

### Цивилизация
Картагенският флот с неговите кораби бил пословичен с бързината си, а градът благодарение най-вече на надмощието си в морското дело доминирал в античната търговия, която била основно средиземноморска. По този начин Картаген придобил надмощие и в политиката в западното Средиземноморие по това време, а финикийското му предходно и древно наследство му подсигурило значително предимство пред съседите. Пуните търгували със зърно, вино, зехтин, фурми, а картагенските коне били едни от най-ценените в античността, като неслучайно били и символ на града, та затова често били изобразявани на монети.

## Личности
Починали в Картаген
- Гейзерик (389 – 477), крал на вандалите
- Гордиан I (159 – 238), римски император
- Гордиан II (192 – 238), римски император